# Drew Carey
Drew Carey (* 23. května 1958) je americký komik. Narodil se jako nejmladší ze tří sourozenců v Clevelandu. Během studií na střední škole hrál na kornet a trubku v pochodovém orchestru. Později studoval na Kentské státní univerzitě, kterou po třech letech opustil. Později sloužil u námořnictva. Následně začal působit jako stand-up komik. V roce 1993 měl malou roli ve filmu Šišouni v New Yorku. Později vystupoval převážně v televizních pořadech a seriálech (vedle jiných také daboval vlastní postavu v seriálu Simpsonovi). Je známý pro své působení v americké verzi improvizační show Whose Line Is It Anyway?